# Ester Expósito
Ester Expósito (* 26. ledna 2000, Madrid) je španělská herečka a modelka. Proslavila se rolí Carly Rosón Caleruegy ve španělském seriálu Élite, vysílaným společností Netflix.

## Životopis a kariéra
Ester Expósito se narodila roku 2000 v Madridu. Od malička s věnovala umění. V šestnácti letech začala navštěvovat kurzy herectví. Roku 2013 a 2015 vyhrála cenu Madrid Theathre Awards v kategorii nejlepší herečka.
Před kamerou se poprvé objevila roku 2016 ve španělském seriálu Vis a vis (Locked Up). Roku 2018 získala jednu z hlavních rolí v seriálu Élite, která ji mezinárodně proslavila. Po tomto hereckém úspěchu podepsala se společností Netflix smlouvu na dva filmy (When Angels Sleep a Your Son), ve kterých se objevila v hlavní roli.